# Tatlinov toranj
Tatlinov toranj ili Spomenik Trećoj Internacionali (ruski: Памятник III Интернационалу) bio je avangardni projekt sovjetskog kipara Vladimira Tatljina izgrađen 1920.

## Povijest i opis projekta
Vladimir Tatljin dobio je narudžbu 1919. za izradu budućeg Sjedišta Treće Internacionale i spomenika Oktobarske revolucije - koji se trebao podići u Lenjingradu.
Tatlin je sa svojim timom Kreativnim kolektivim u kom su bili; Josif Merzon, Pavel Vinogradov i Tevel Marković, napravio model visok 6,7m svog nebičnog tornja - prve potpuno geometrijske arhitektonske forme, koja je izložena za vrijeme 8. Sveruskog kongresa sovjeta održanog u prosincu u Moskvi i Lenjingradu 1920.
Taj konstruktivistički toranj trebao je biti visok 396 m, dakle najviša građevina na svijetu (Eiffelov toranj koji je tad bio najviši - ima samo 300 m). Čelična spiralna konstrukcija - trebala je biti nosač za njegovu unutrašnjost; od stakla i čelika; koja bi imala tri etaže u obliku kocke, piramide i cilindra, koje bi se okretale oko svoje osi - svaki u svom pravcu, i različitom brzinom.
Prvi kat u obliku kocke, trebao se je vrtiti oko svoje osi ravno godinu dana (u njoj su trebale biti konferencijske dvorane i biblioteke), sljedeći kat u obliku piramide, rotaciju bi izvelo za jedan mjesec. To je trebao biti prostor za Centralni izvršni komitet, sekretarijat i sva ostala vodeća tijela Treće Internacionale. Završni prostor u obliku cilindra, bio je namijenjen - novinarima i informacijskom centru, on se trebao okretati oko svoje osi za jedan sat.

## Reakcije
Reakcije na izloženi model bile su različite Majakovskom se projekt dopao, ali se kolegama iz struke Lisickom i Gabou nije, kao ni Trockom koji je rekao da nije praktičan. 
Kako se ekonomsko stanje u Sovjetskom Savezu 1921. pogoršalo, projekt je zaboravljen, i nikad izveden.

## Vanjske poveznice
- Tatlin’s new art for a new world (na portalu World Socialist Web Site) (engl.)
- Tatlin's Tower and the World  Arhivirana inačica izvorne stranice od 31. prosinca 2010. (Wayback Machine) (engl.)
- Monument to the Third International | Vladimir Tatlin (na portalu Arkinet) (engl.)